# Capilla

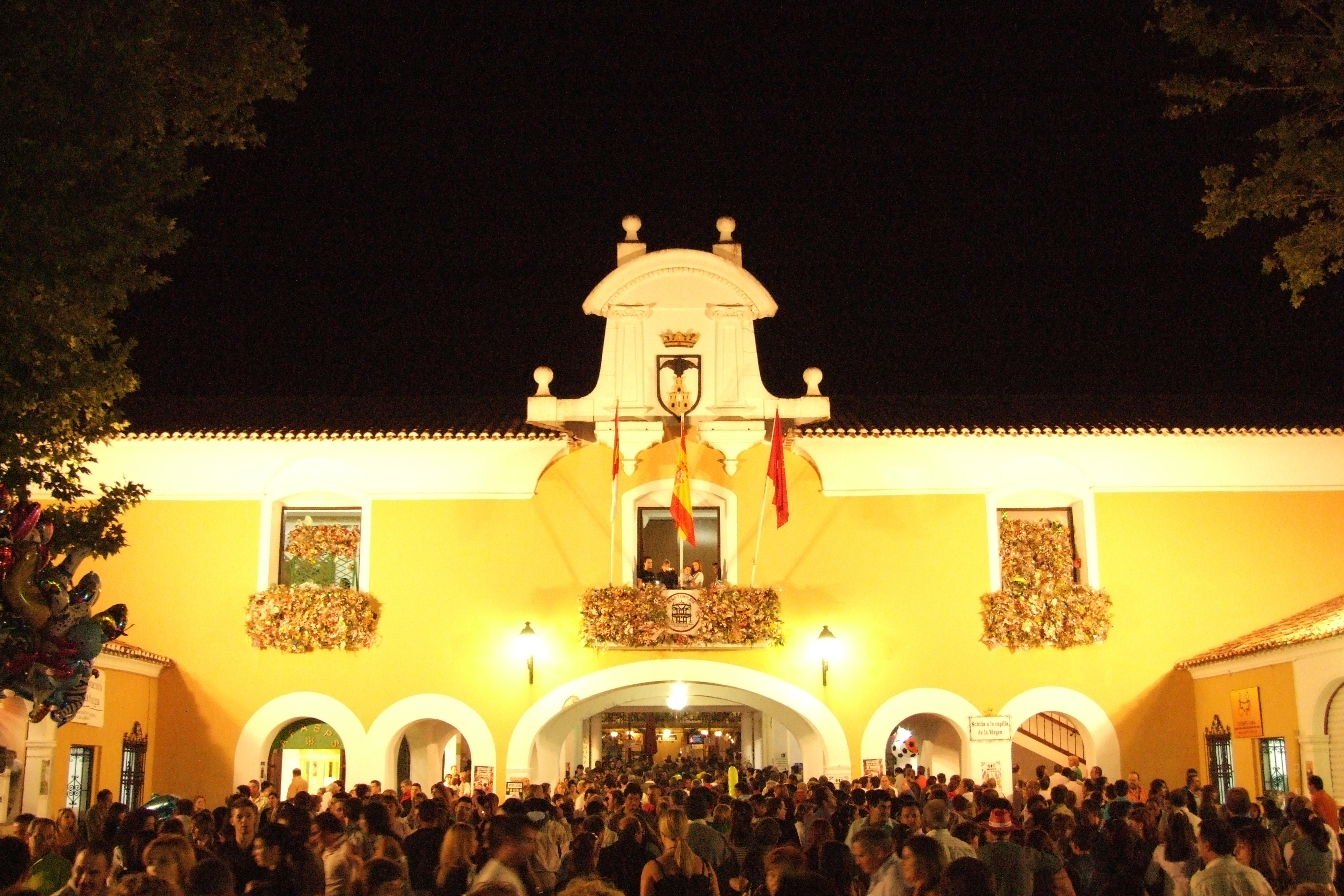
Capilla de la Virgen de Los Llanos del Recinto Ferial de Albacete (España).

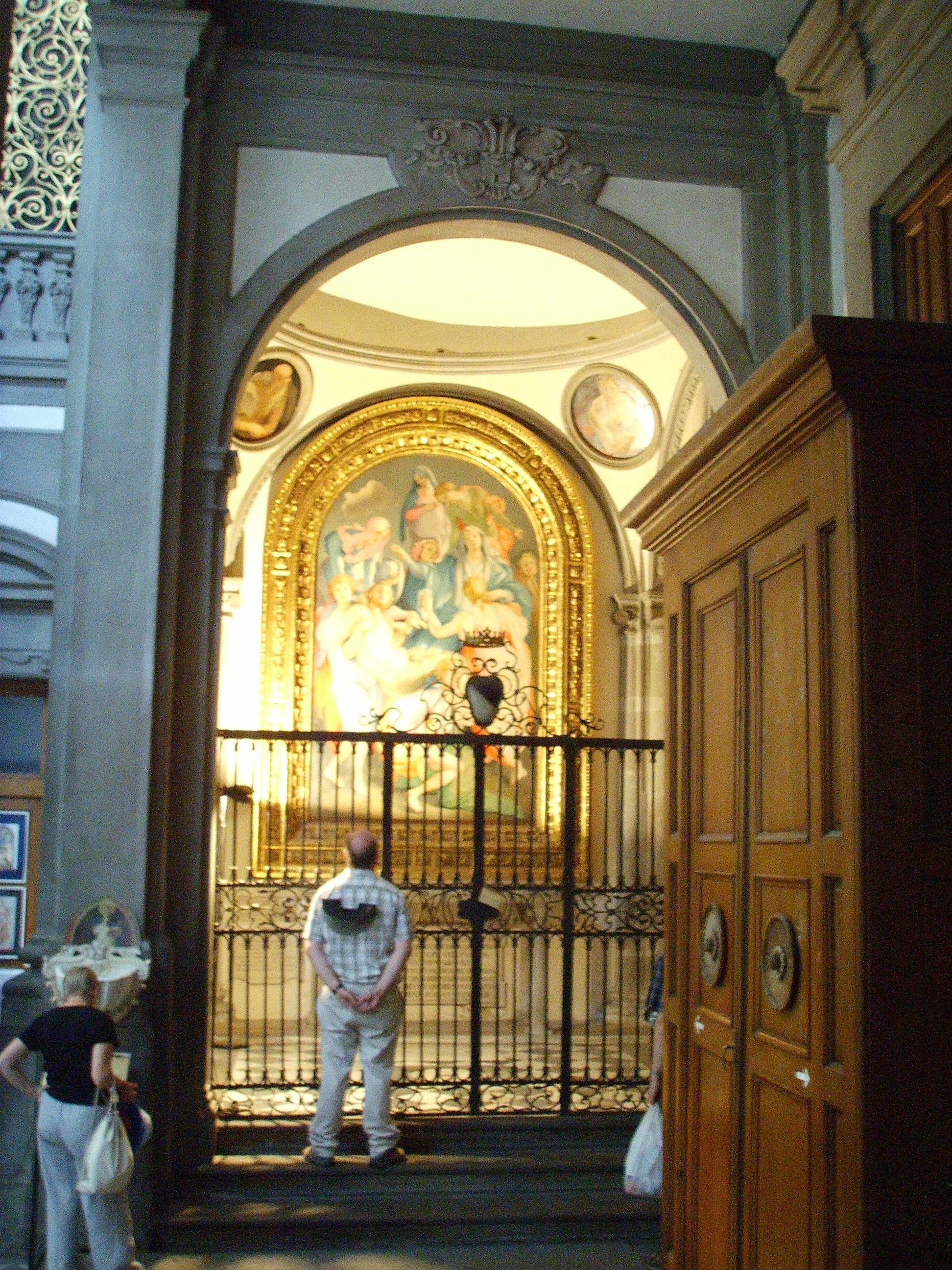
Capilla Barbadori o Caponi de la iglesia de Santa Felicita (Florencia), donde destaca la pintura de Pontormo.

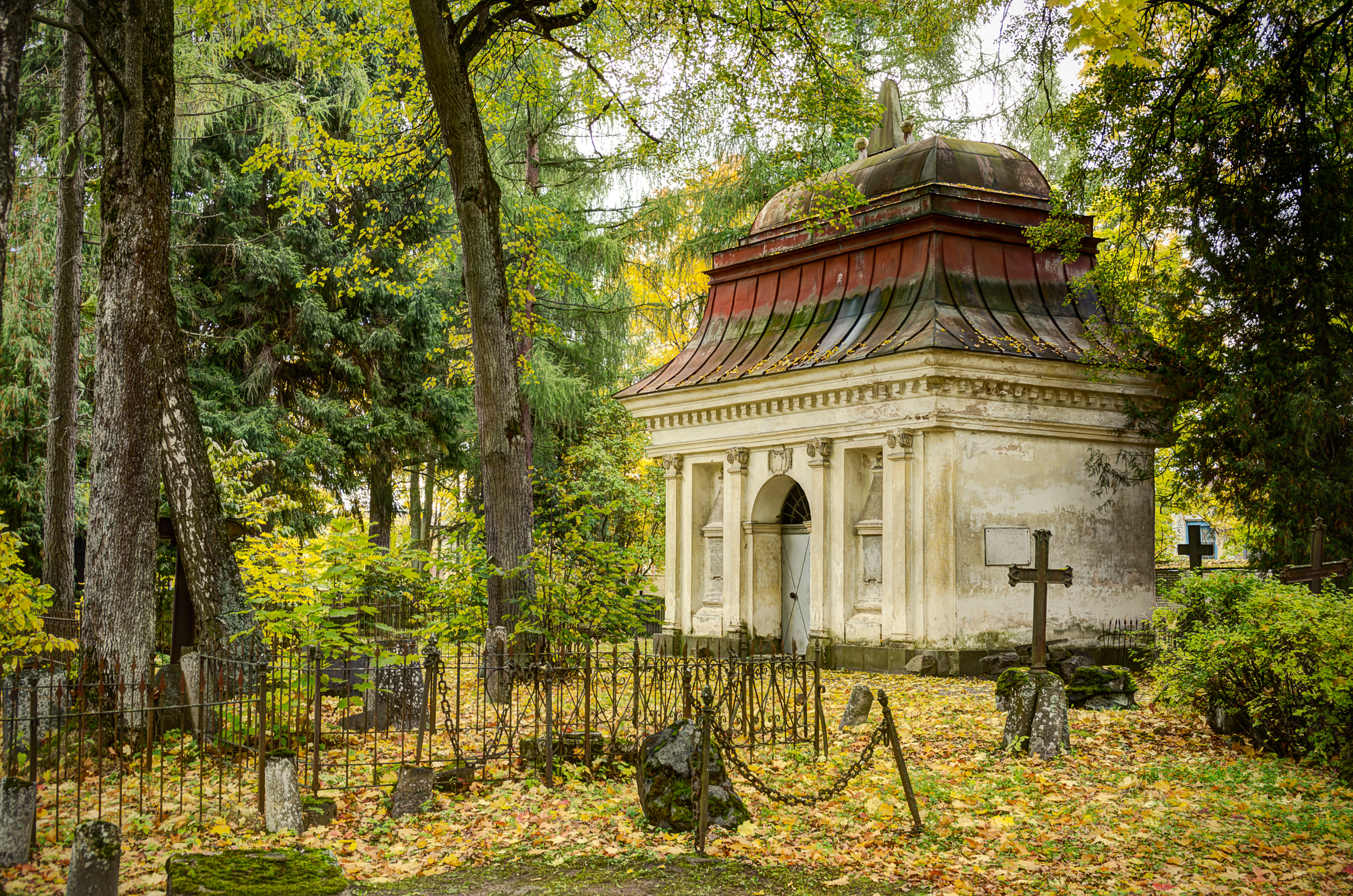
Capilla de Teller en Tartu, Estonia.

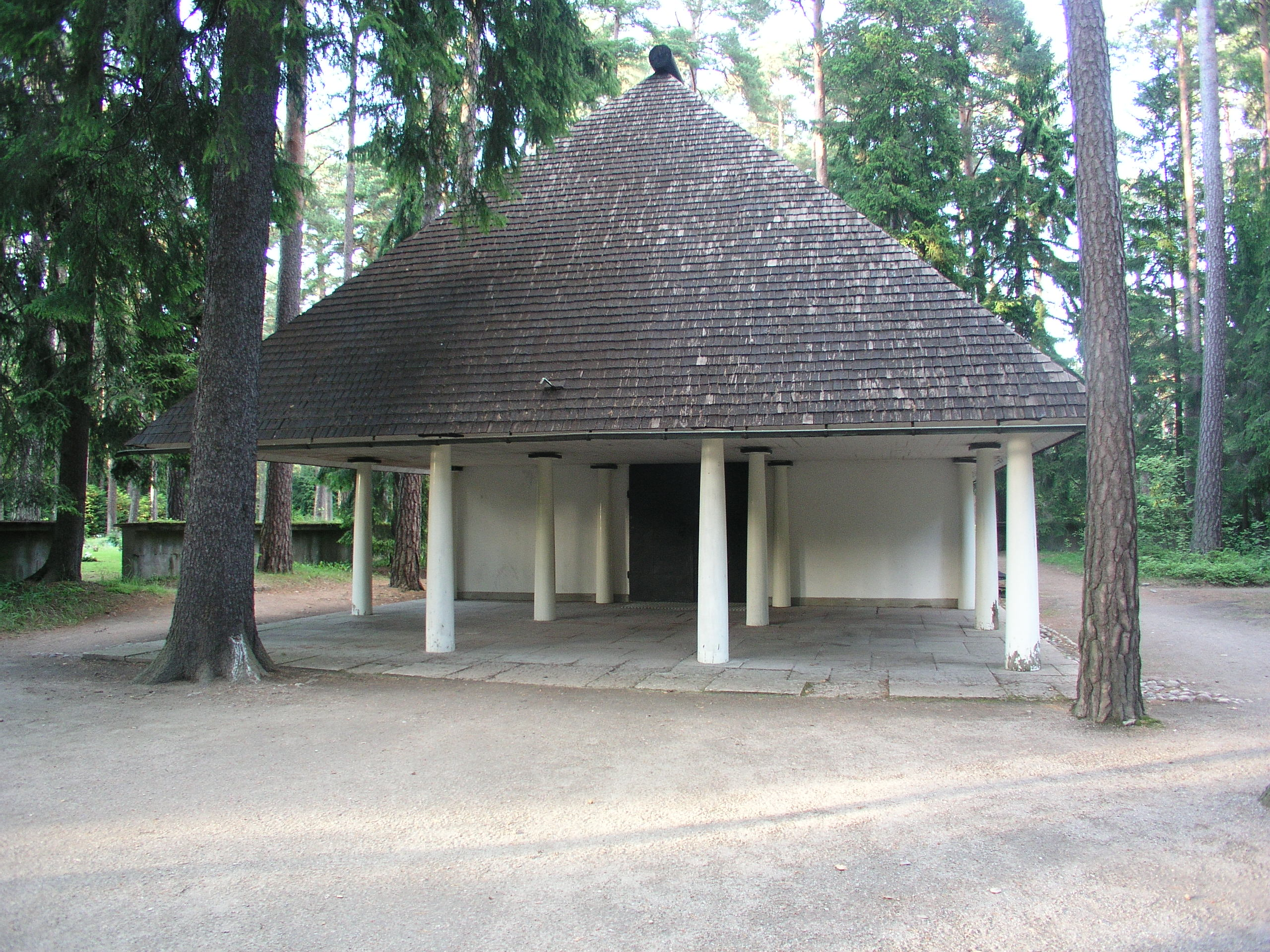
Capilla del bosque, de Gunnar Asplund.

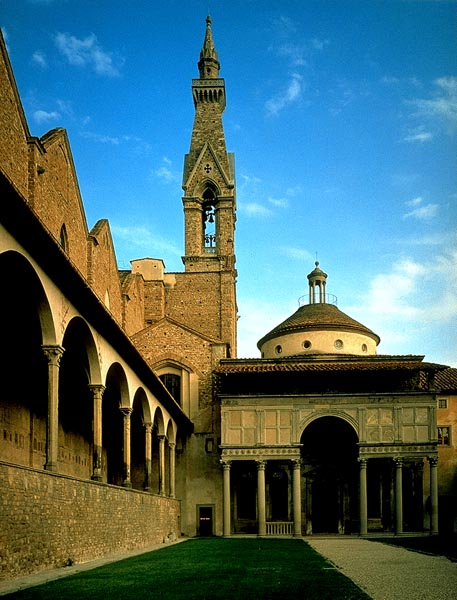
Exterior de la capilla Pazzi, de Brunelleschi.

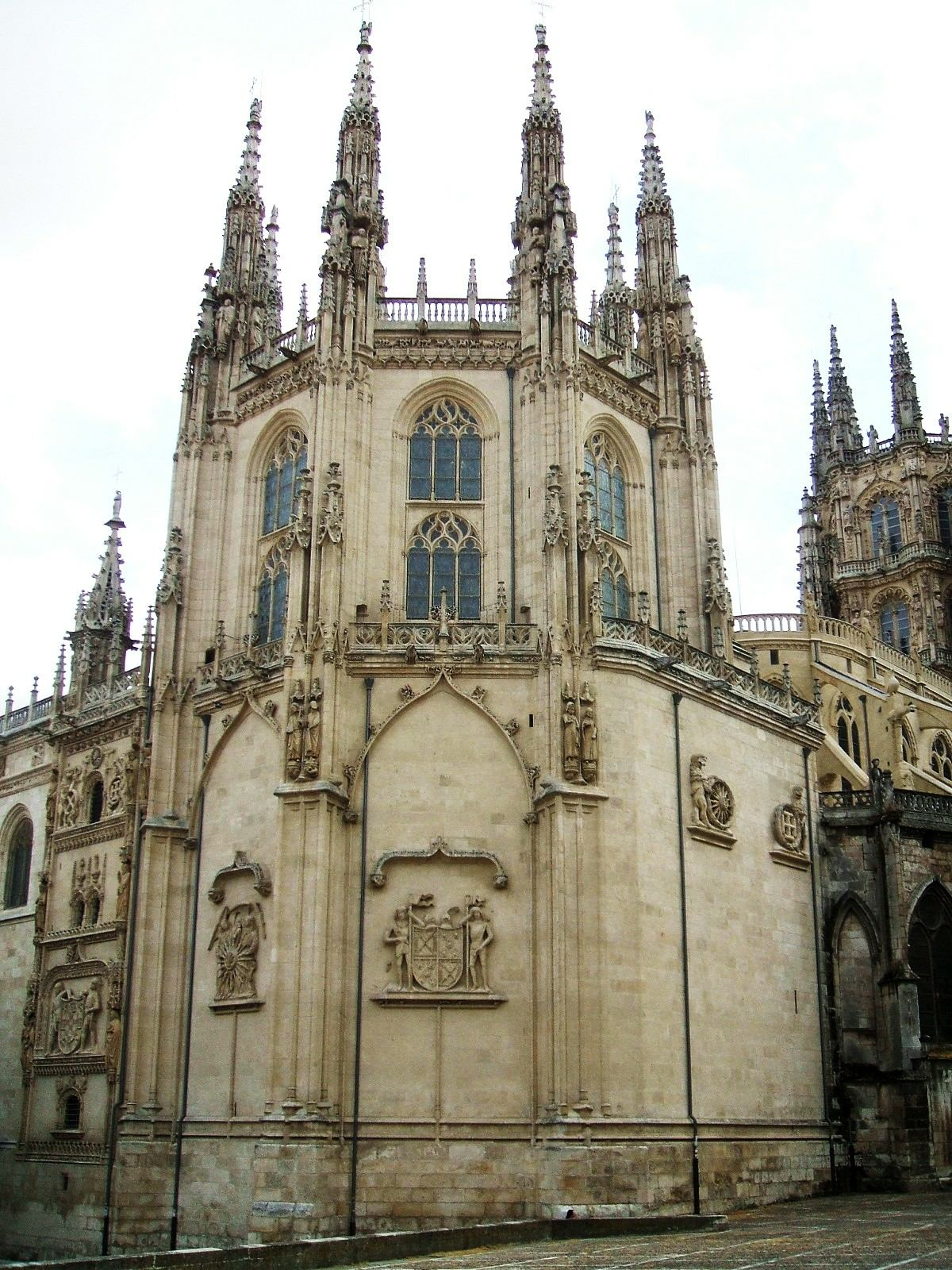
Exterior de la capilla del Condestable de la catedral de Burgos.

Capilla es la denominación de un tipo de iglesia o lugar de culto en la religión católica, aunque también existen capillas en otras denominaciones, como la comunión anglicana o las iglesias luteranas. Arquitectónicamente puede ser independiente o formar parte de un edificio mayor, de ordinario una iglesia o un palacio.
Etimológicamente proviene, según el DRAE, del diminutivo latino de capa. Tal origen podría proceder de la costumbre de los reyes de Francia de hacer colocar la capa de san Martín durante las campañas militares en su tienda; esta pasó a denominarse "capilla", y los clérigos que ejercían en ella su ministerio capellanes. Otro posible origen sería la palabra latina capella que significa "cabra" o "cabrilla", porque en lo antiguo se cubrían con pieles de estos animales las ermitas y pequeñas iglesias, y se llamaba capella todo edificio que estaba cubierto con estas pieles.
Con el término "capilla" se designan muy diferentes construcciones, así como, por metonimia, instituciones eclesiásticas (el cabildo o capítulo eclesiástico), educativas (el cuerpo equivalente en un colegio universitario) o artísticas (especialmente en el mundo de la música, donde capilla es el cuerpo de músicos de una iglesia y "maestro de capilla" -Kapellmeister en alemán- el cargo principal en la jerarquía de este arte hasta el siglo XIX). "Capilla ardiente" es el túmulo que se levanta para celebrar las exequias.

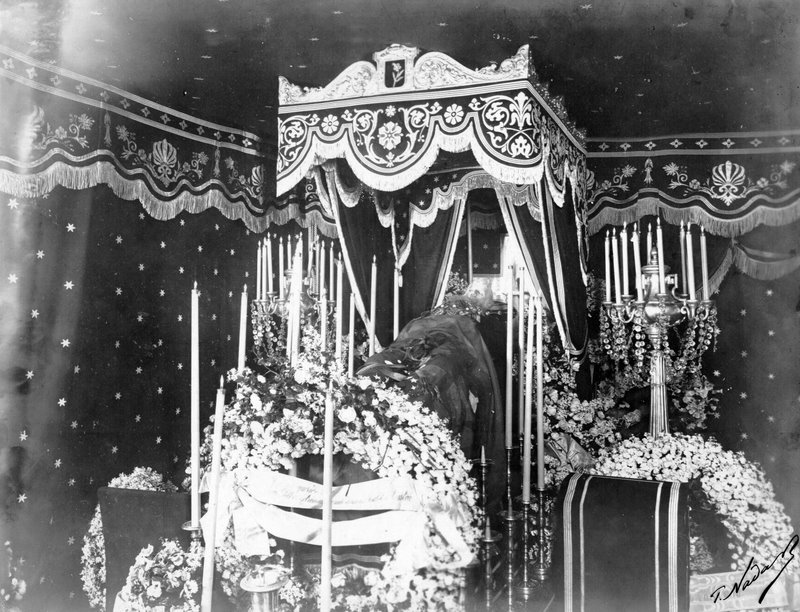
Capilla ardiente de Pedro II de Brasil.
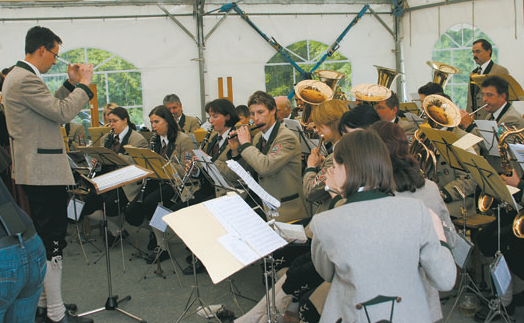
Una Kapelle con su Kapellmeister en la actualidad.

Las capillas se denominan con los patronímicos del santo patrón o la advocación del culto mariano (en la tradición inglesa Lady chapel) o cristológico en cuyo honor se erigen.
En el Antiguo Régimen, cada casa noble, cada gremio y red clientelar se vinculaba con una de las varias capillas existentes en una iglesia o catedral (muy a menudo realizando en ellas una fundación eclesiástica o cofradía), estableciéndose fuertes rivalidades entre ellas.
Suelen disponerse a lo largo de las iglesias, bien como espacios abiertos a las naves laterales o bien con entrada independiente. Muy a menudo marcan su separación del espacio común de la iglesia con cierres especialmente decorados (rejería). Para la celebración del culto han de disponer de un altar, alojando "altares menores" diferentes del altar mayor. El resto de su contenido consiste esencialmente en la imagen de su advocación (muy a menudo en obras de arte complejas: los retablos o altarpieces) y en su caso el sepulcro del fundador y su familia. La cubierta de las capillas de mayor tamaño puede consistir en sofisticadas bóvedas o cúpulas, mientras que en las pequeñas no es tan común. Suelen disponer de iluminación propia y diferenciada del resto de la iglesia (bien con luz natural a través de ventanales y vidrieras, bien mediante iluminación artificial). Sus dimensiones, por definición reducidas (al menos en comparación con el edificio del que dependen), incluyen en cualquier caso el espacio suficiente para alojar a los fieles que acudan a ella.

## Tipos de capillas

### Según su titularidad
- Capilla privada. La que se encuentra en una casa particular, habitualmente de la nobleza.[9]

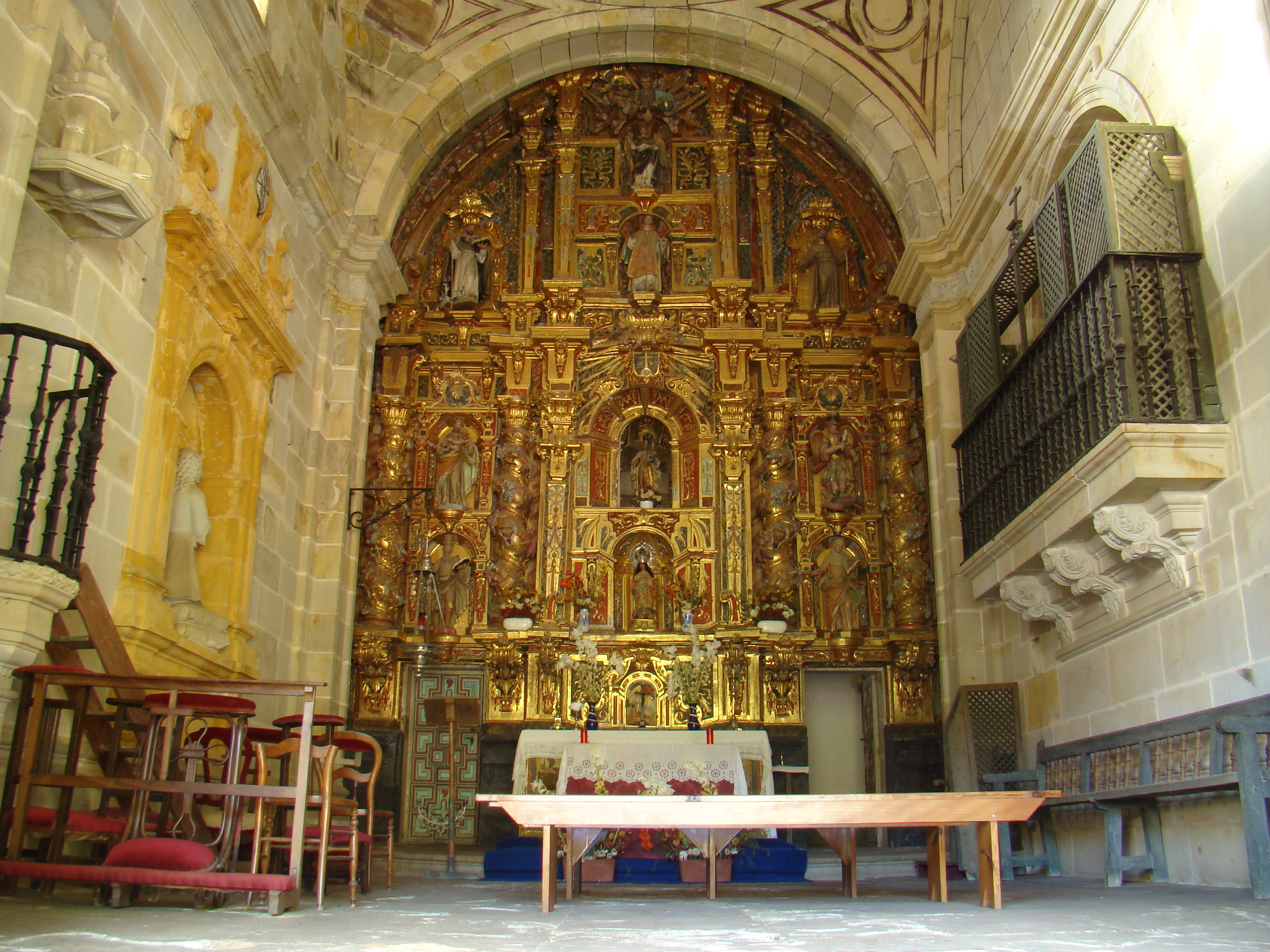
Capilla de los Rugama en su palacio.
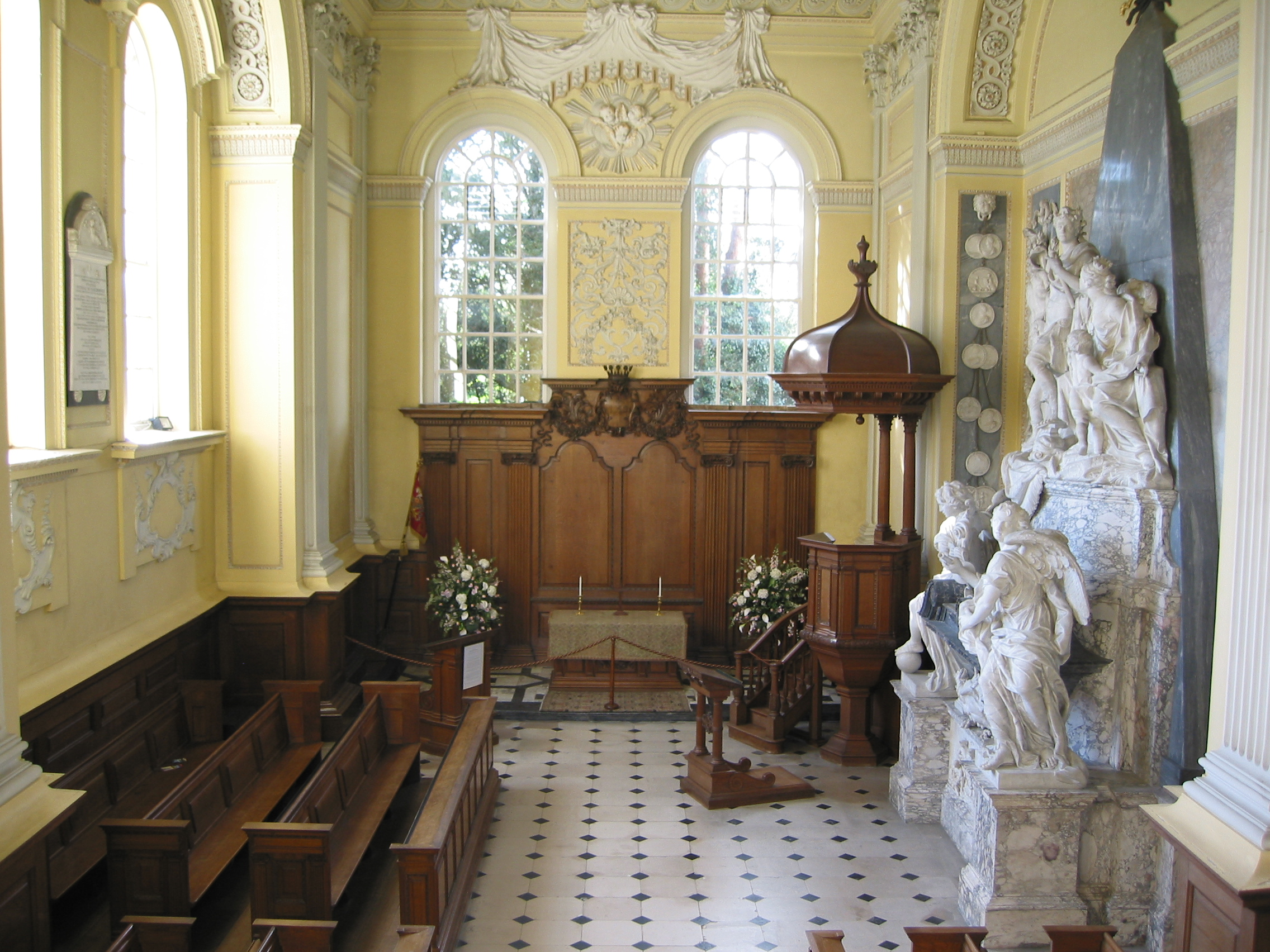
Capilla de los Marlborough en el palacio de Blenheim.
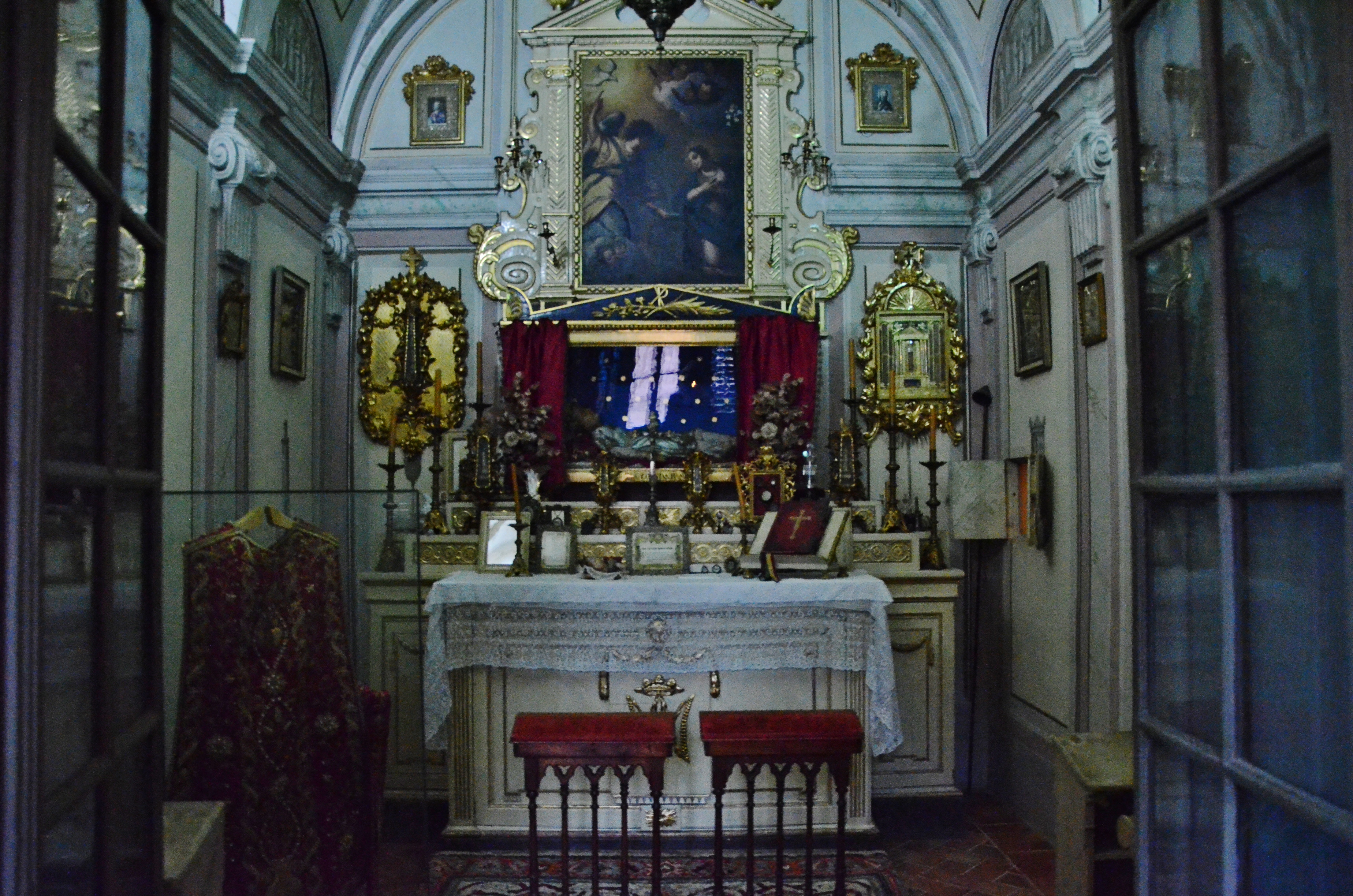
Capilla de la casa-museo romántica Can Papiol en Villanueva y Geltrú.

- Capilla real. Recinto y cuerpo eclesiástico de ministros que prestan su servicio en un palacio real y sus dependencias. También se denomina así a la capilla fundada por un rey en una iglesia.
- Capilla palatina. Con ese nombre se designan particularmente a la capilla palatina de Aquisgrán (la del palacio de Carlomagno) y la capilla palatina de Palermo (la del palacio de los normandos, de Rogelio II de Siclia).

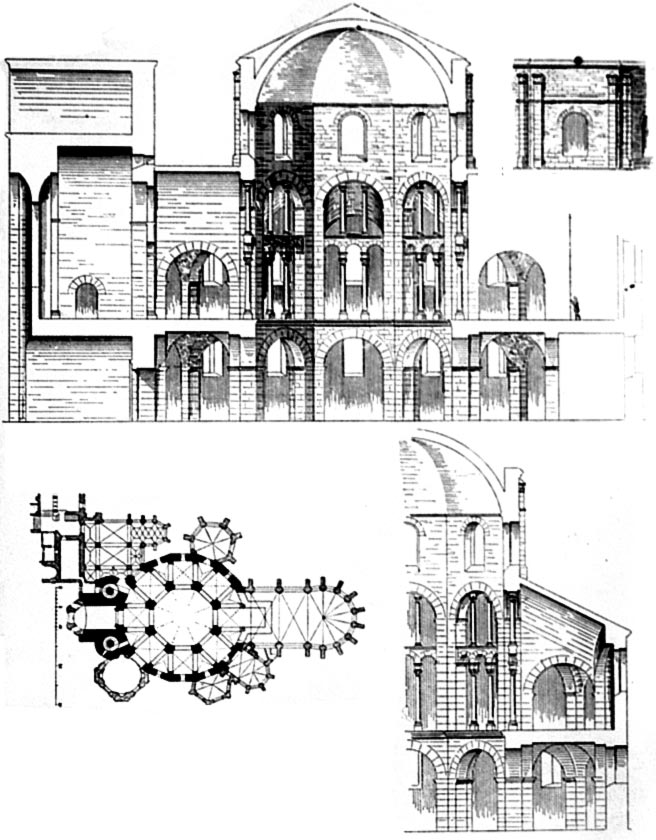
Planta y alzados de la capilla palatina de Aquisgrán.
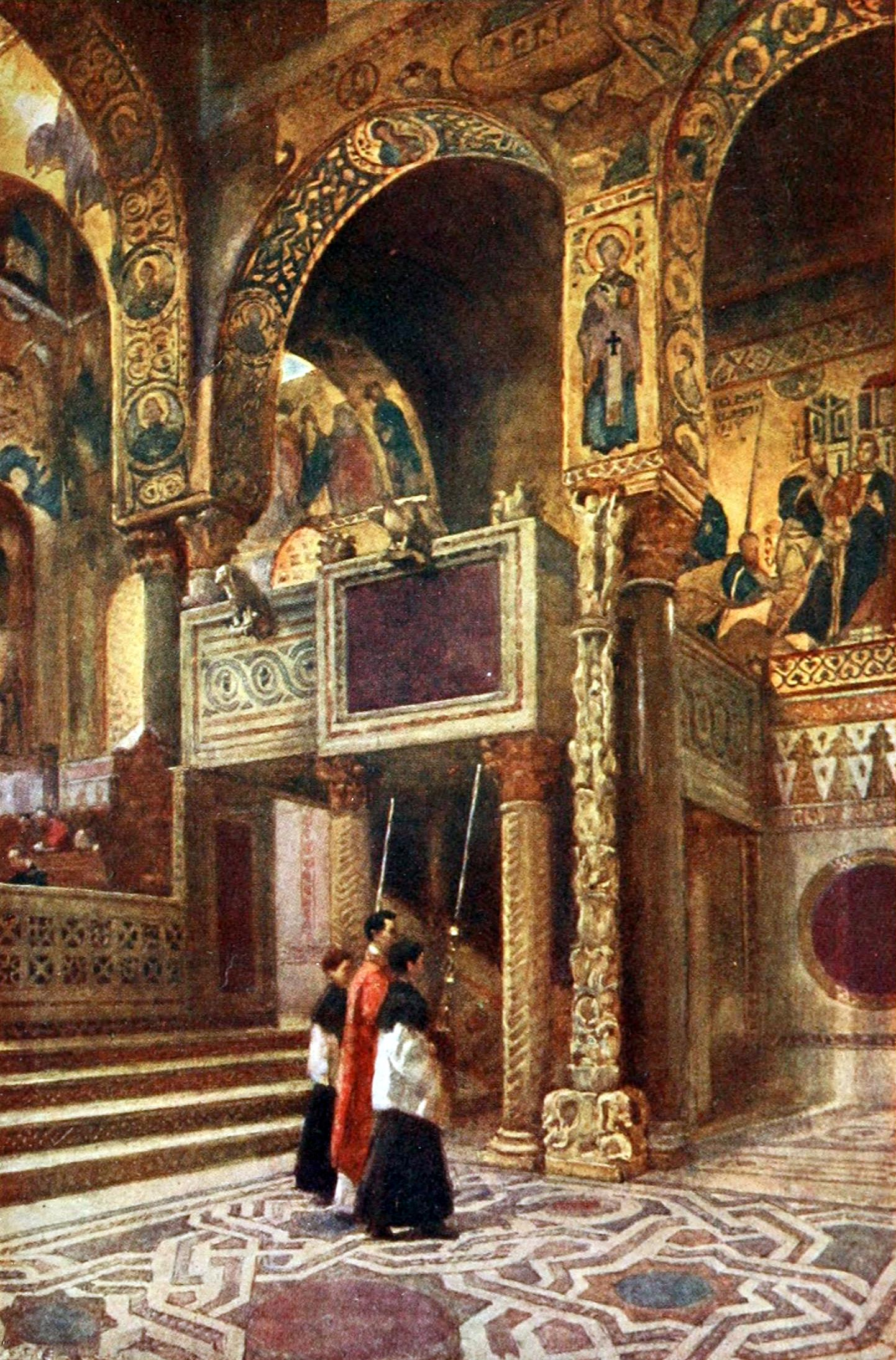
Capilla palatina de Palermo.

### Según su disposición en la iglesia
- Capilla mayor. Parte principal de la iglesia, habitualmente en la cabecera de la nave mayor (en el ábside o rodeada por la girola, según determine la forma de la planta), donde se sitúan el presbiterio y el altar mayor.

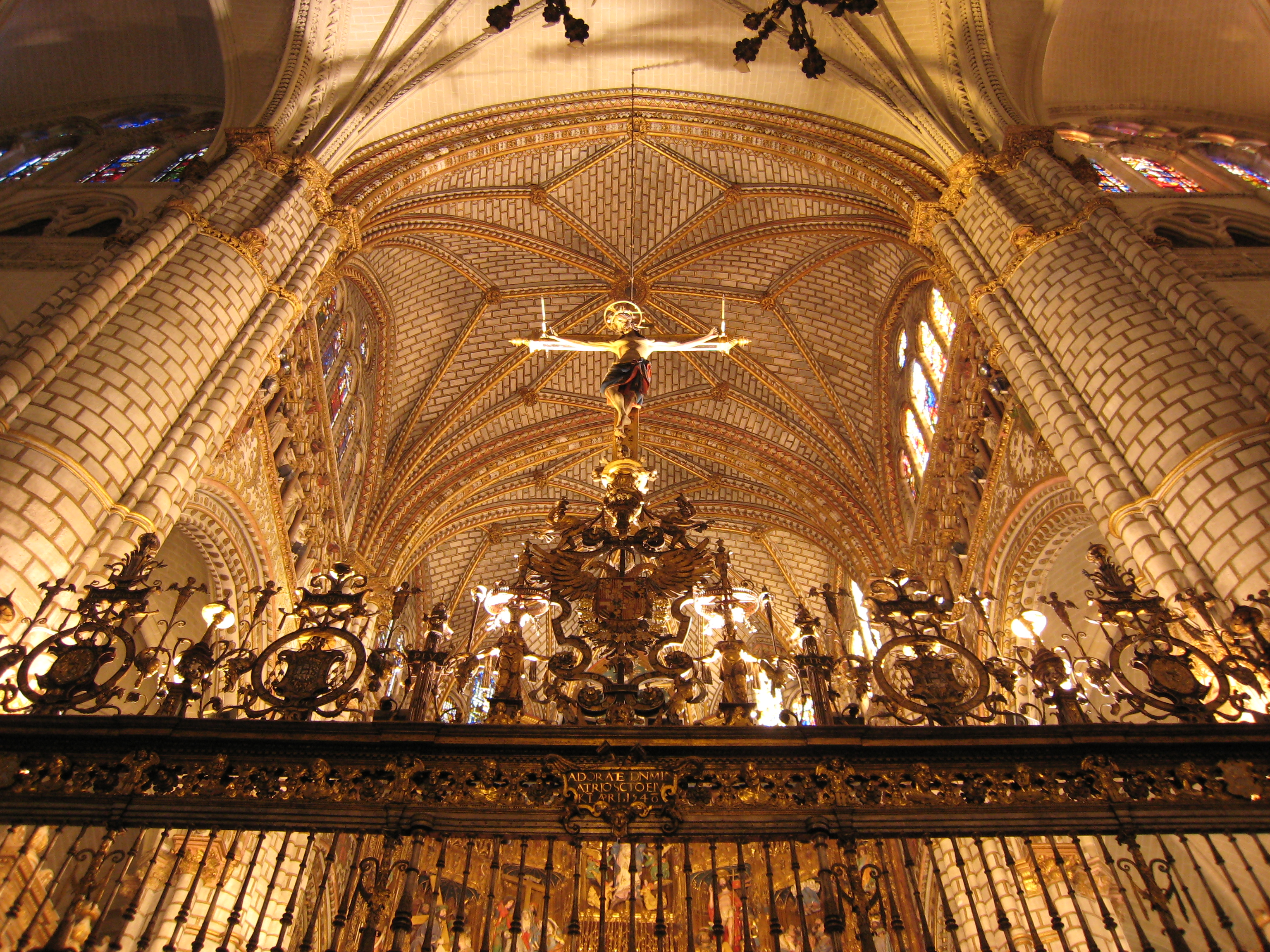
Capilla mayor de la catedral de Toledo.
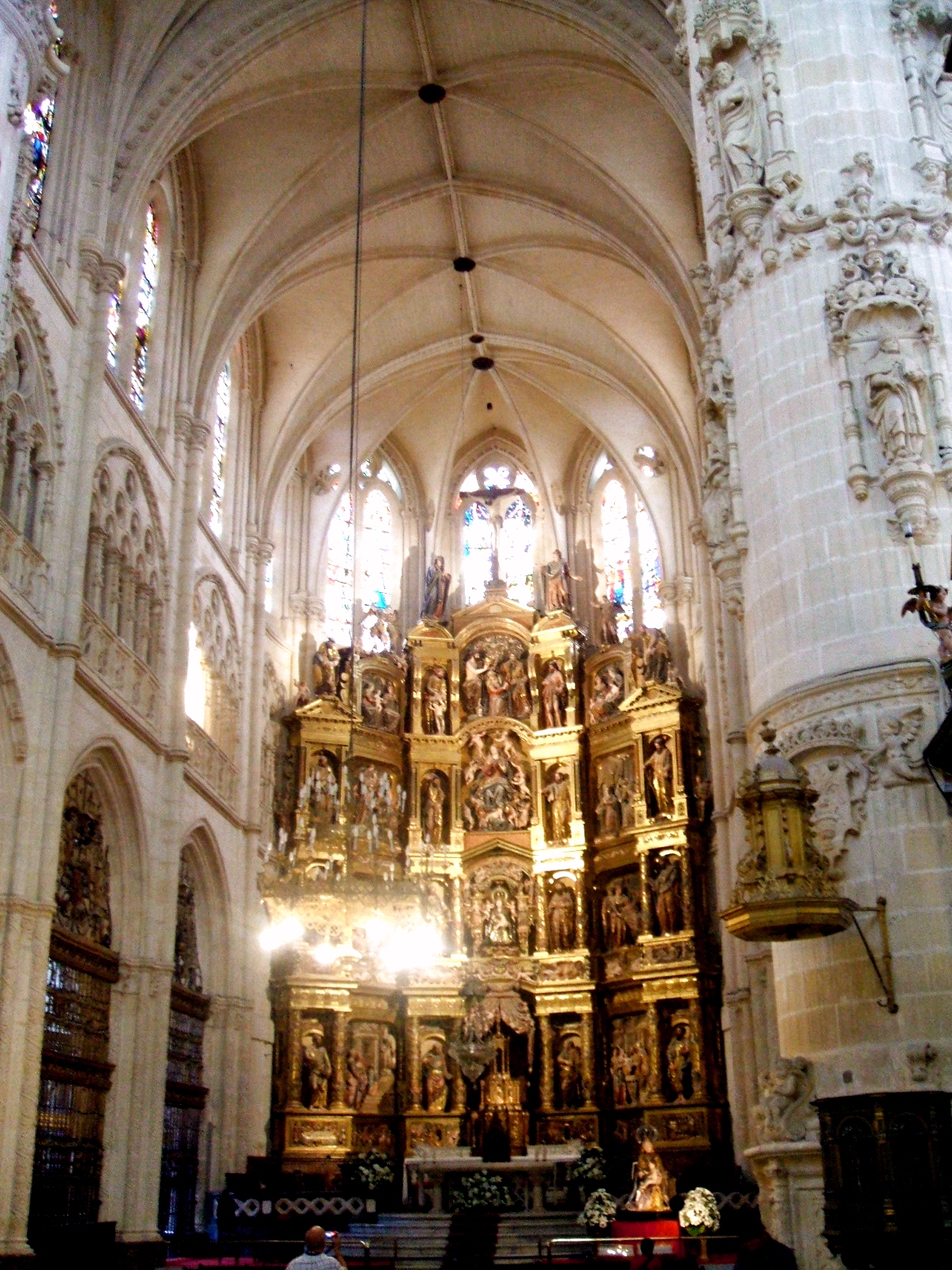
Capilla mayor de la catedral de Burgos.
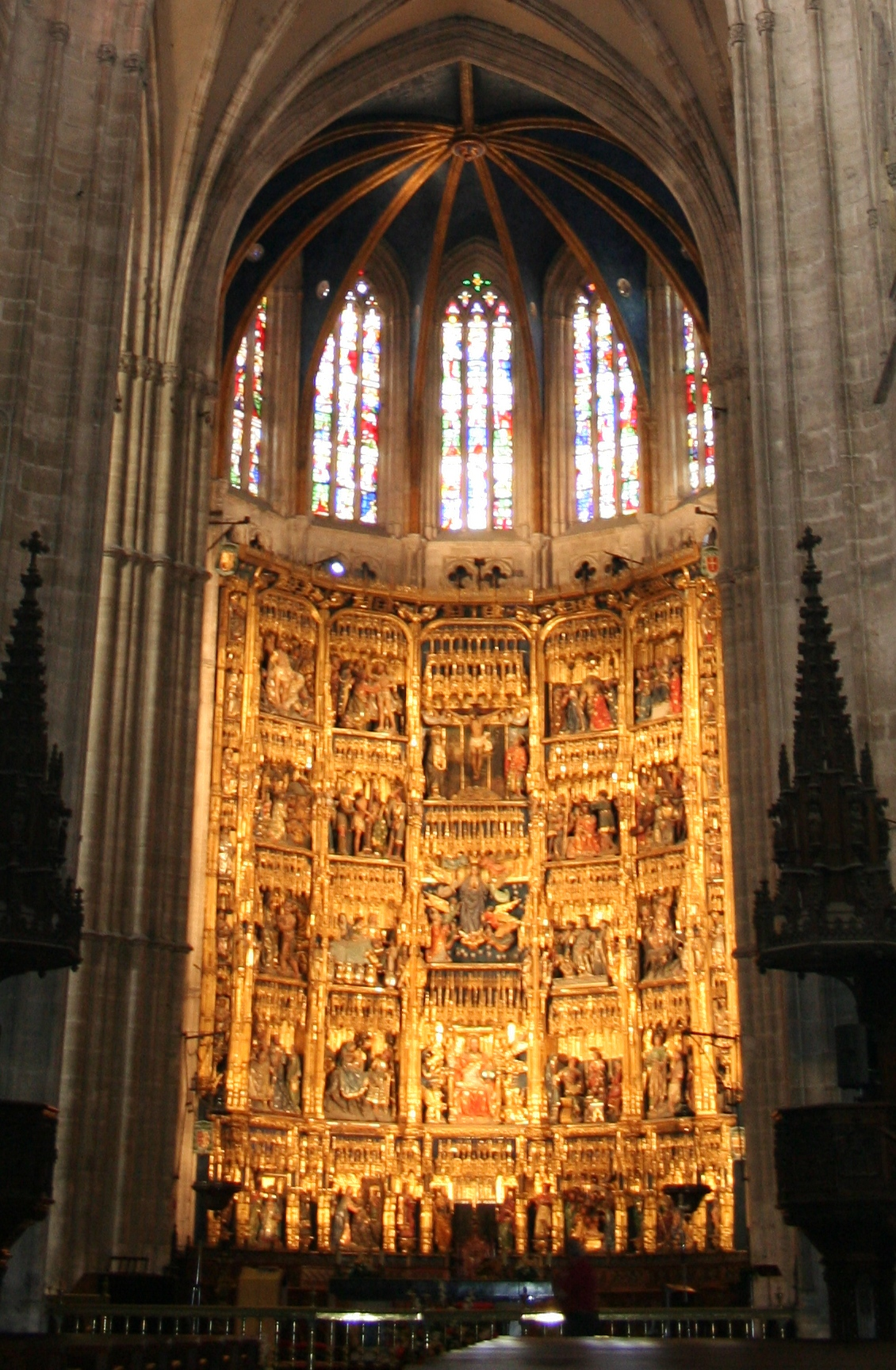
Capilla mayor de la catedral de Oviedo.
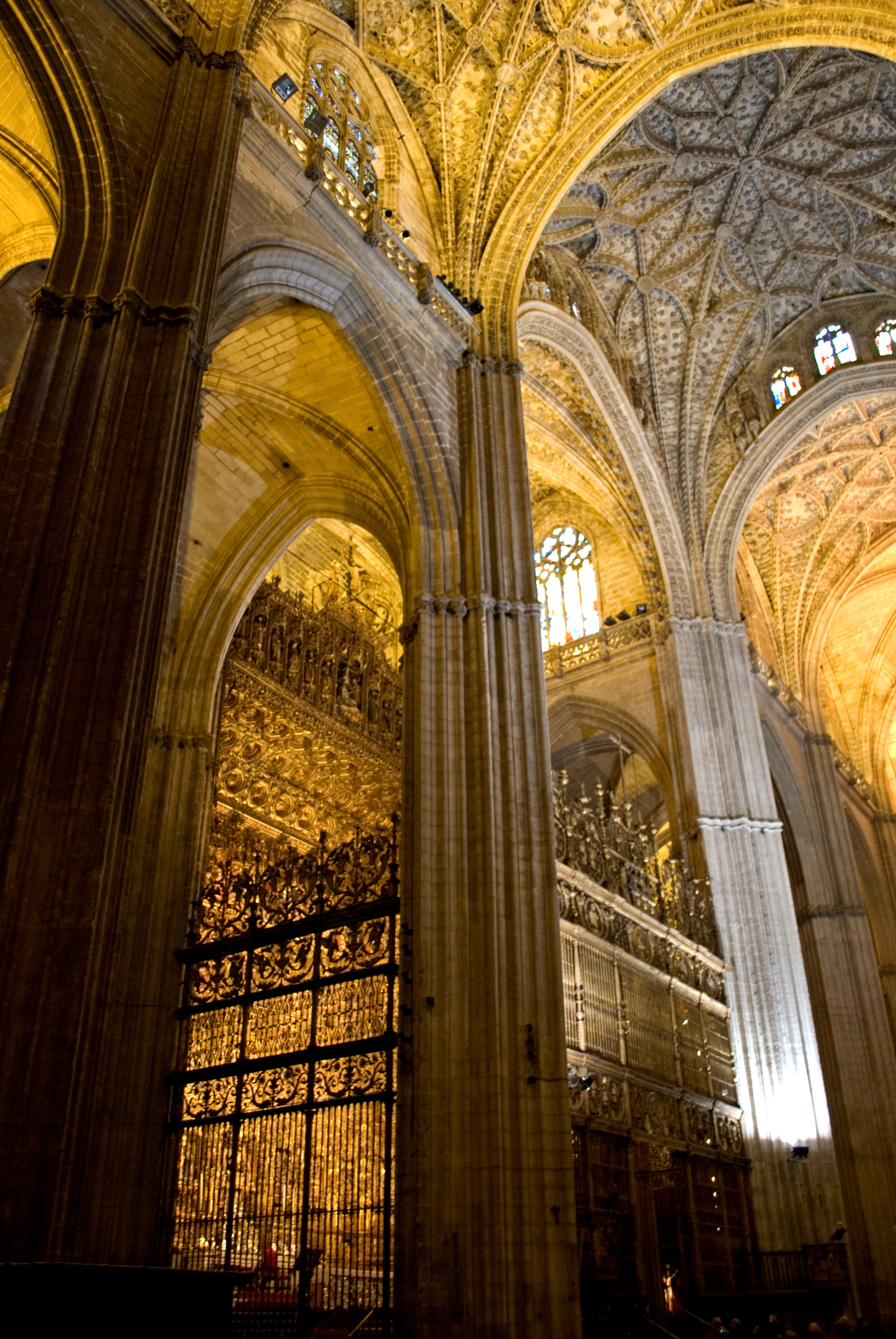
Capilla mayor de la catedral de Sevilla.
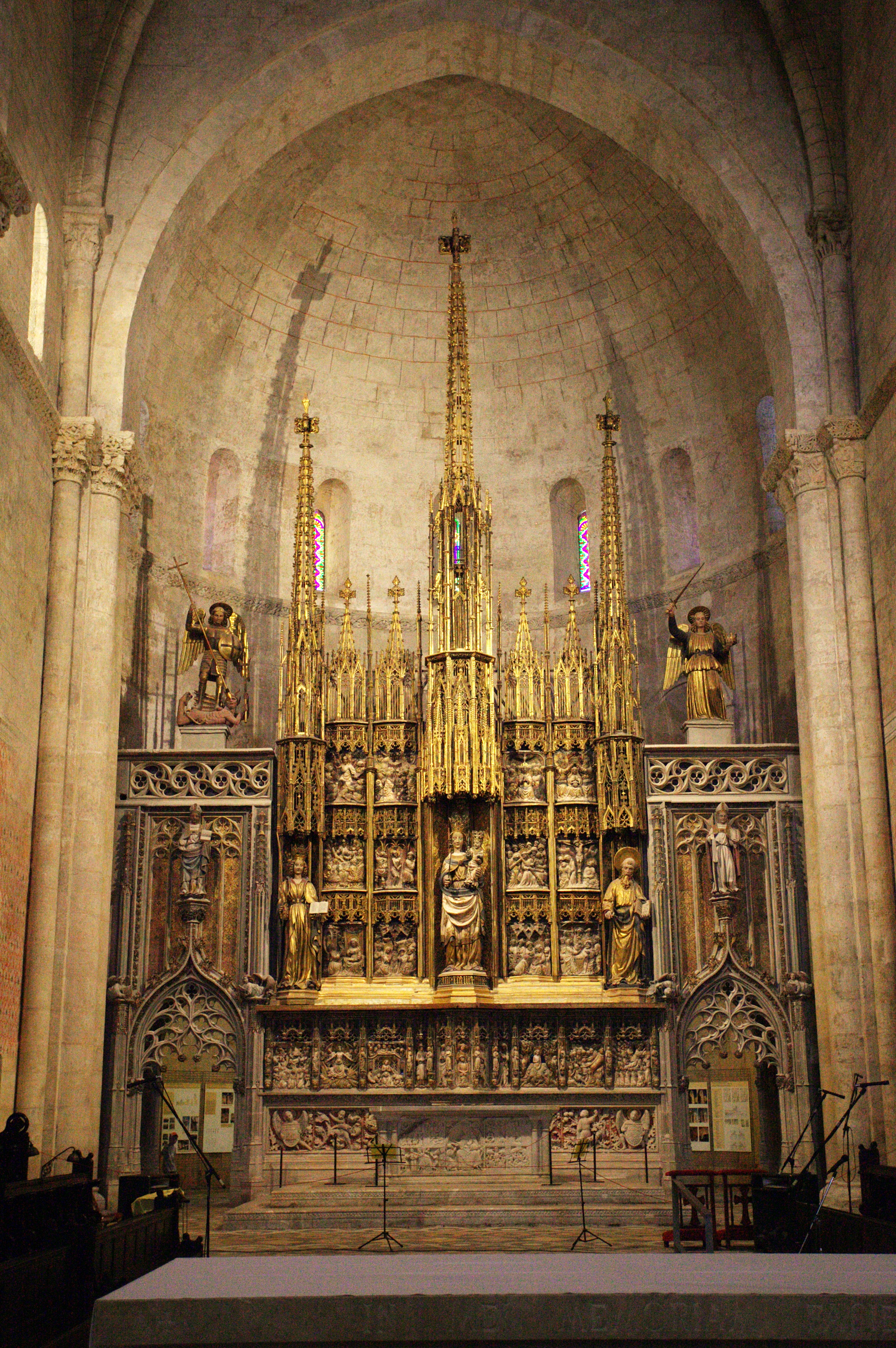
Capilla mayor de la catedral de Tarragona.

- Capilla lateral. Se abren en los muros de las naves laterales. Suelen contener altares y sepulcros de las familias donantes (por ejemplo, la capilla del Condestable y otras de la catedral de Burgos -véanse también las de la catedral de Palencia-). También se suelen abren capillas en los muros de la girola (por ejemplo, la capilla de los Reyes Viejos y otras de la catedral de Toledo). La que ocupa el lugar central, coincidente con el eje longitudinal del templo, se denomina capilla axial, y se suele dedicar a la Virgen. Es muy habitual que una capilla, cercana a los pies de la iglesia, acoja la pila bautismal, denominándose capilla bautismal (la denominación baptisterio se suele reservar para edificios exentos).

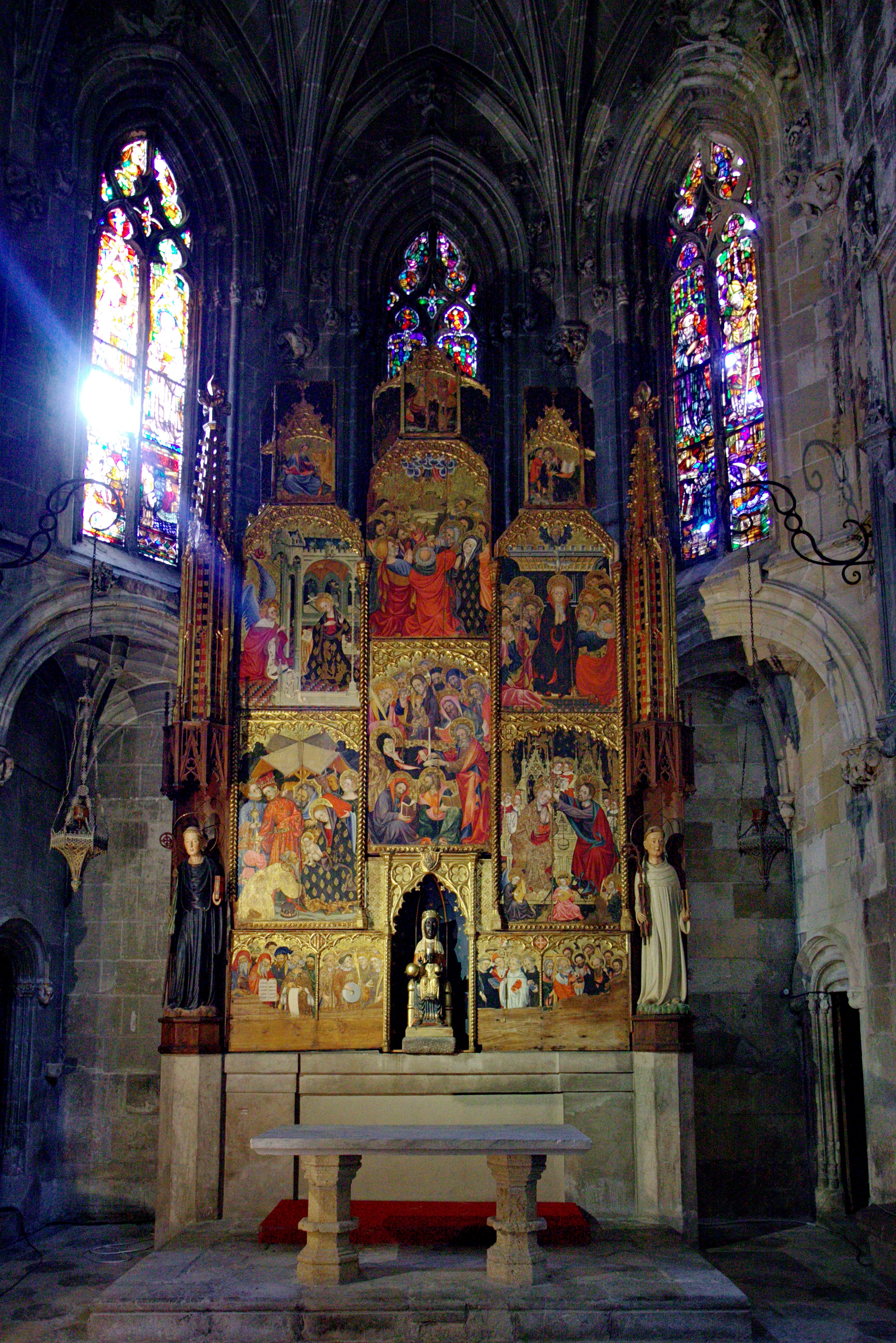
Capilla de la Virgen de Montserrat de la catedral de Tarragona
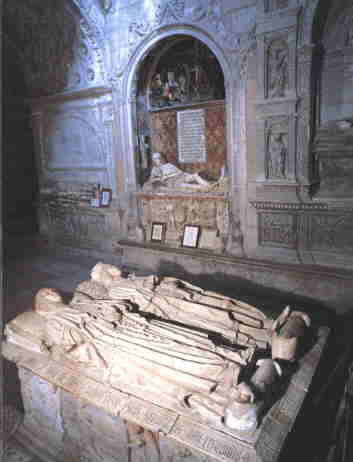
Capilla del Doncel en la catedral de Sigüenza
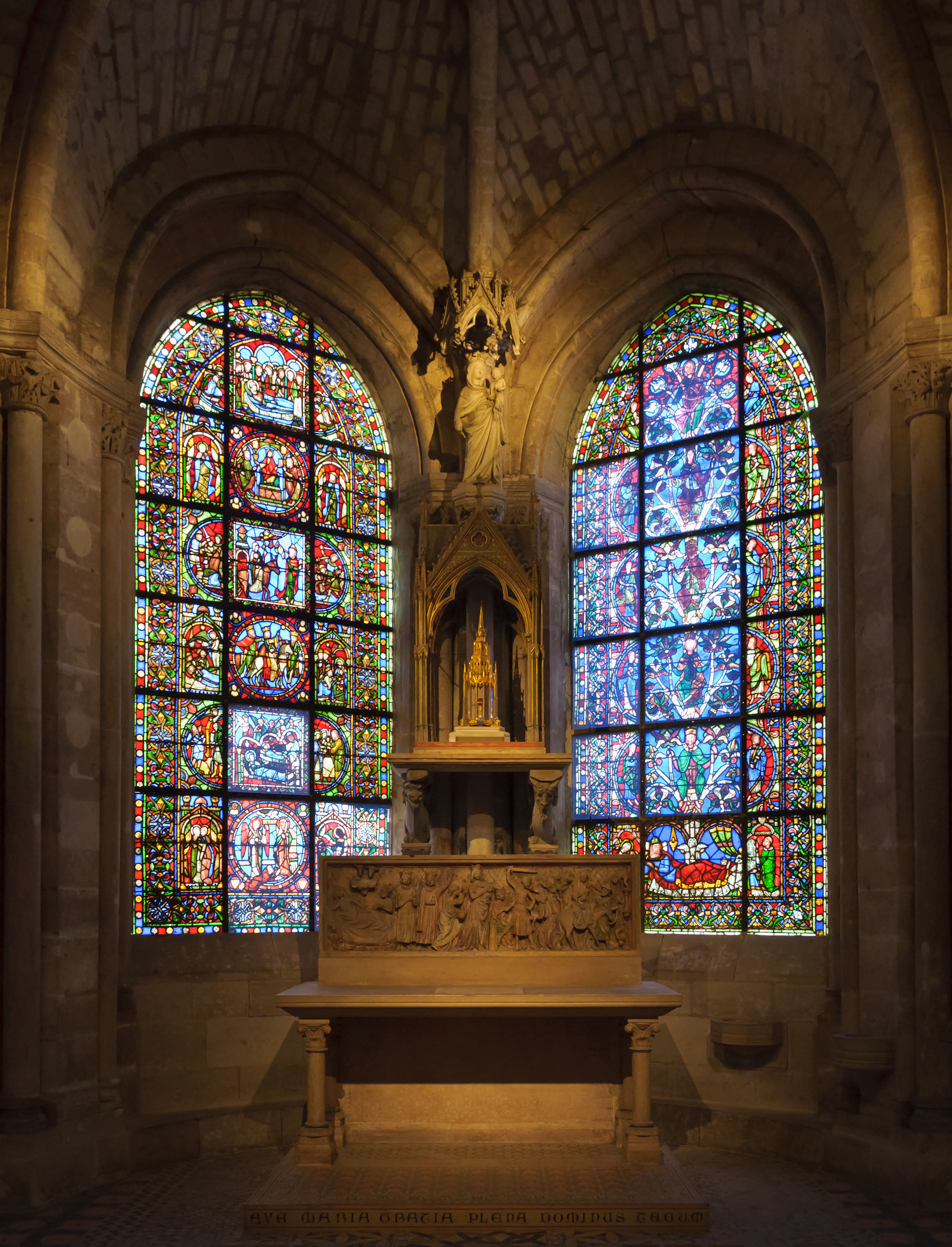
Capilla de la Virgen, la capilla axial de la basílica de Saint-Denis
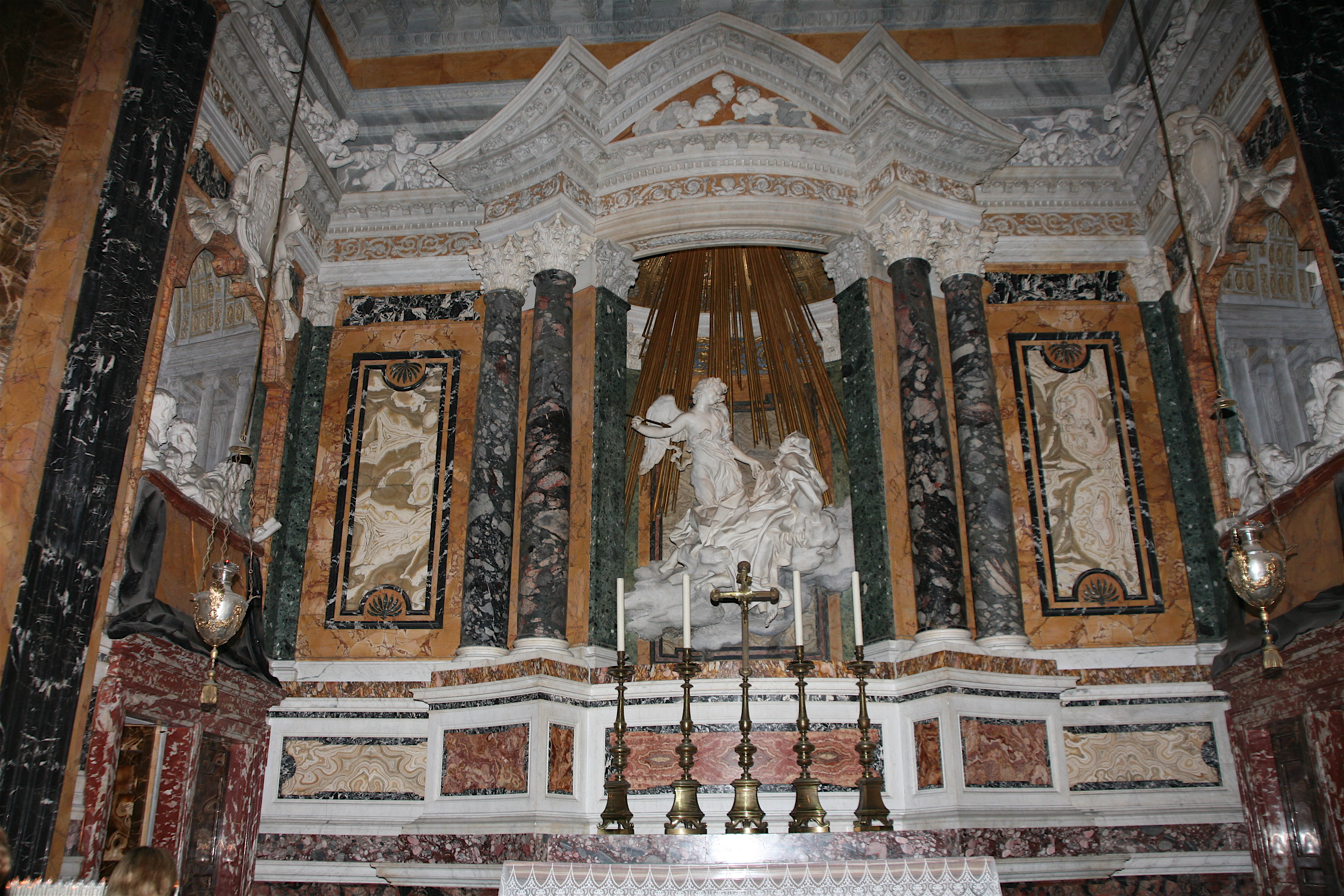
Capilla Cornaro, obra de Bernini, una de las capillas laterales de Santa Maria della Vittoria (Roma), donde se encuentra el Éxtasis de Santa Teresa.
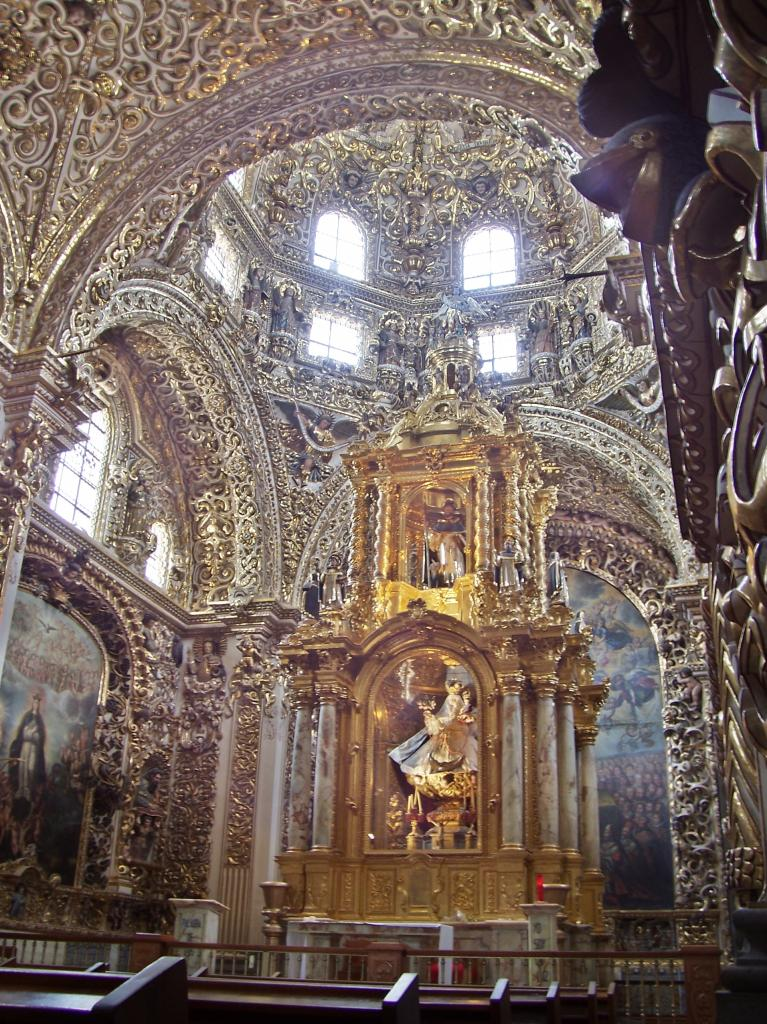
Capilla del Rosario en el templo de Santo Domingo de Puebla.

## Expresiones relacionadas
- La capilla del arte. La Capilla Sixtina es un espacio donde la pintura del Renacimiento se concentra de un modo tan singular, que permite recorrer en pocos pasos ejemplos de lo más significativo de los siglos XV y XVI. El programa pictórico desarrollado en muros laterales (por los maestros del Quattrocento), bóveda (por el Miguel Ángel maduro) y muro del altar mayor (por el Miguel Ángel tardío) la convierten en la más importante de la historia del arte; de tal modo que, por comparación, se habla de determinados espacios (sean o no capillas) cuya decoración pictórica es especialmente significativa para una época del arte como "la capilla del arte" o "la capilla sixtina" de determinado periodo o estilo artístico: "la capilla sixtina del arte cuaternario" (la cueva de Altamira), "la capilla sixtina de la pintura maya" (San Bartolo), "la capilla sixtina del Románico" (el panteón de reyes de San Isidoro de León), "la capilla sixtina del Gótico" (oratorio de San Juan Bautista -Urbino-),[10] "la capilla sixtina del Barroco" (iglesia de San Antonio de los Alemanes), "la capilla sixtina del siglo XVIII" (la ermita de San Antonio de la Florida), "la capilla sixtina del Modernismo" (el Pabellón de la Secesión de Viena) "la capilla sixtina del siglo XX" (la Chapelle du Rosaire de Vence),[11] etc.

- Estar en capilla. Se aplica al reo de muerte, que espera la ejecución de su sentencia. Coloquialmente, al que está esperando el desenlace de un asunto importante, como pueden ser los estudiantes ante la nota de un examen o los novios que están a punto de casarse.[7]